# Castello di Yoros
Il castello di Yoros (in turco Yoros Kalesi) è un castello in rovina di epoca bizantina che domina la confluenza del Bosforo con il Mar Nero, a nord della Yuşâ Tepesi ("Collina di Giosuè"), nel distretto di Beykoz, a Istanbul, in Turchia. È comunemente indicato come il Castello dei Genovesi, a causa del suo possesso da parte di Genova a metà del XV secolo.

## Geografia
Il castello di Yoros si trova su una collina circondata da ripide scogliere che si affacciano sulla confluenza tra il Bosforo e il Mar Nero. Si trova appena a nord di un piccolo villaggio di pescatori chiamato Anadolu Kavağı, sulla baia di Macar, e l'intera area viene chiamata Anadolu Kavağı. Il castello si affaccia su uno dei tratti più stretti del Bosforo, mentre sulla sponda opposta si trova il villaggio di Rumelikavağı, che in passato ospitava una fortificazione simile. (Anadolu e Rumeli sono termini ottomani per indicare le parti anatoliche ed europee dell'impero).
Dal 2016 dal Castello di Yoros è visibile il Ponte di Yavuz Sultan Selim.

## Storia

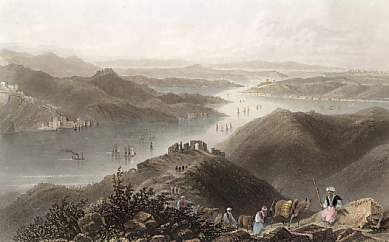
Il Bosforo, di fronte al Castello Genovese. Incisione di William Henry Bartlett, 1838.

Il futuro sito del Castello di Yoros fu originariamente colonizzato dai Fenici e dai Greci per scopi commerciali e militari. I Greci crearono nell'area uno Hieron (recinto sacro). Al suo interno sono stati rinvenuti resti di templi, tra cui quello di Dios, dell'Altare dei Dodici Dei, costruito secondo la tradizione da Giasone al suo ritorno dalla Colchide, e di Zeus Ourios (Zeus dispensatore di venti favorevoli), risalenti a prima di Cristo.
Il castello di Yoros fu occupato a tratti nel corso dell'Impero bizantino. Sotto la dinastia dei Paleologi, negli ultimi anni, il castello di Yoros, così come il castello sul lato opposto del Bosforo, fu massicciamente fortificato. Una robusta catena poteva essere estesa tra questi due punti, tagliando fuori dallo Stretto le navi da guerra nemiche nello stesso modo in cui la catena attraverso il Corno d'Oro fu usata per difendere Costantinopoli durante l'ultimo assedio ottomano del sultano Mehmed II.
I Bizantini, i Genovesi e gli Ottomani si contesero questo castello per secoli. La prima volta fu conquistato dalle forze ottomane nel 1305, ma poco dopo fu riconquistato dai Bizantini. Il sultano Beyazit I prese di nuovo il castello nel 1391, mentre si preparava all'assedio di Costantinopoli, e fu usato come base durante la costruzione di Anadoluhisarı, che si sarebbe rivelato più importante per il successo dell'assedio. Nel 1399 i Bizantini tentarono di riprendere il castello di Yoros. L'attacco fallì, ma il villaggio di Anadolu Kavağı fu raso al suolo. Gli Ottomani tennero la fortezza dal 1391 al 1414, ma la persero a favore dei genovesi nel 1414. L'occupazione quarantennale di questi ultimi diede al castello il soprannome comunemente usato di Castello Genovese. 

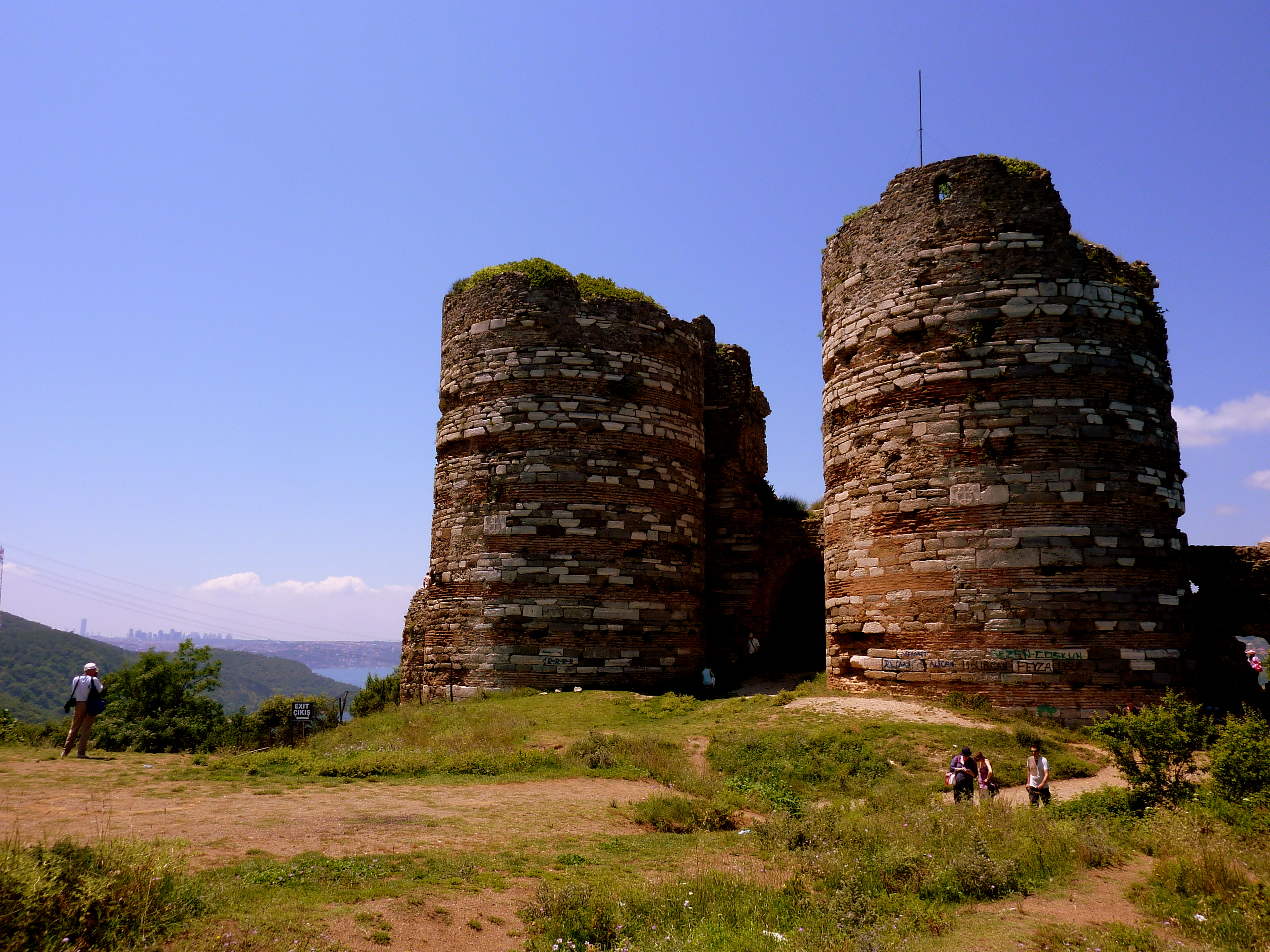
L'entrata del Castello.

Dopo la conquista di Costantinopoli da parte del sultano Mehmed II nel 1453, la presenza dei genovesi in una posizione così strategica rappresentò una minaccia per la nuova capitale ottomana e nel giro di pochi anni furono cacciati. Mehmed II rifortificò quindi le mura e costruì un ufficio doganale, un centro di quarantena e un punto di controllo, oltre a presidiare il sito. Bayezid II (r. 1481-1512) aggiunse in seguito una moschea all'interno delle mura del castello.
Le incursioni cosacche tormentavano di tanto in tanto l'Impero Ottomano. Nel 1624 una flotta di 150 caicchi cosacchi attraversò il Mar Nero per attaccare città e villaggi del Bosforo. Il sultano Murad IV (r. 1623-1640) rifortificò Anadolu Kavağı per difendersi da queste incursioni. Ciò si rivelò fondamentale per assicurare la regione contro queste incursioni via mare.
Sotto Osman III (r. 1754-1757), il castello di Yoros fu nuovamente fortificato. Successivamente, nel 1783 Abdülhamid I aggiunse altre torri di guardia. Dopo questo periodo, il castello cadde gradualmente in rovina. Nel 1923, quando fu proclamata la Repubblica di Turchia, il castello non era più in uso.

## Il Castello oggi

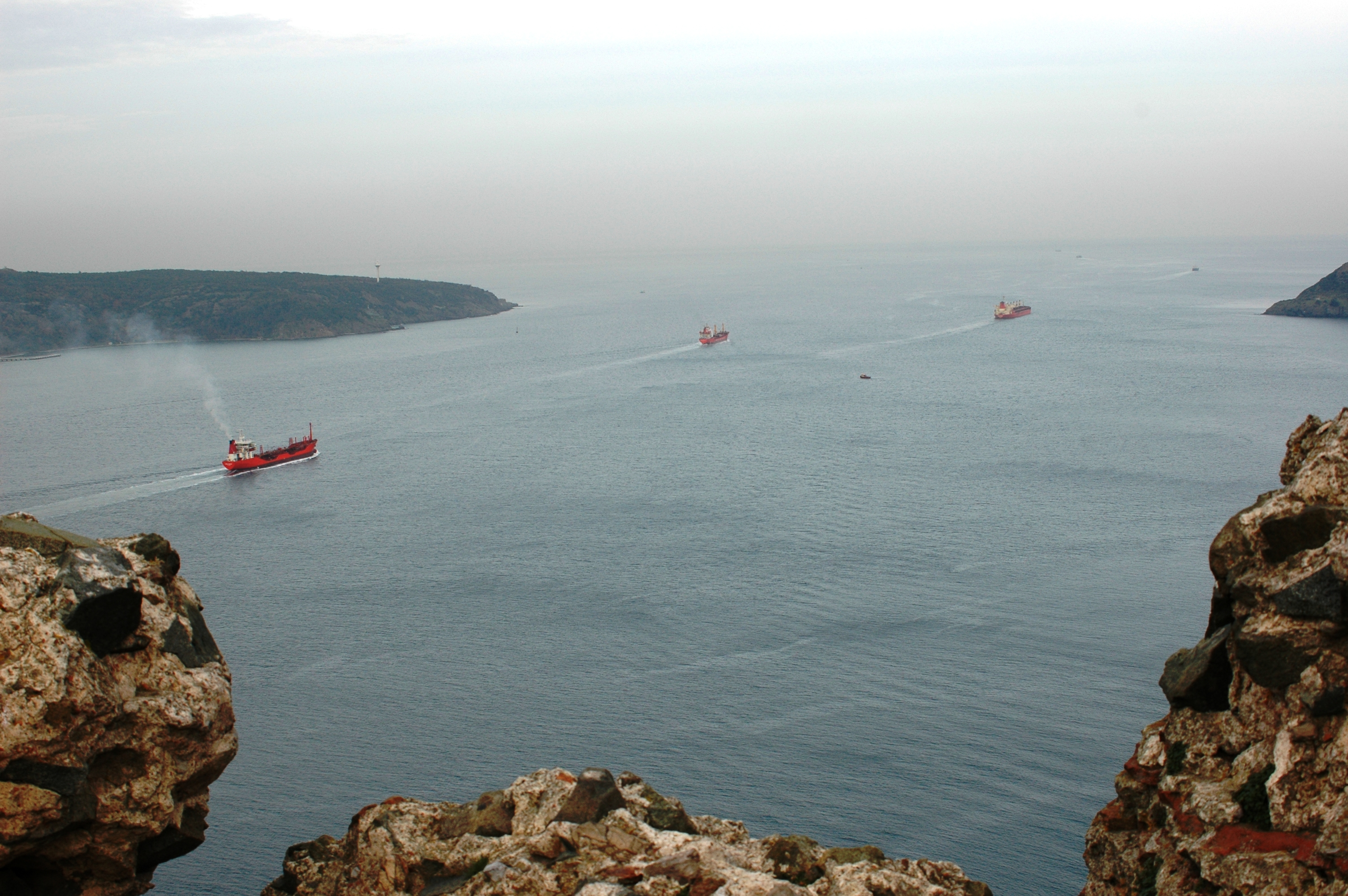
La confluenza del Bosforo e del Mar Nero, vista dal Castello di Yoros, che rivela la sua posizione altamente strategica.

Le rovine della cittadella e delle mura di cinta esistono ancora, anche se la moschea, la maggior parte delle torri e le altre strutture sono andate perdute. Tutto cio' che è rimasto è un'area racchiusa da sette torri, mentre le mura raggiungono in parte un'altezza di sette metri. Sulle pareti sono tuttora incise iscrizioni greche e le armi genovesi unite alla croce infiorata con le quattro "C" simbolo della dinastia dei Paleologi, che governò Bisanzio fino alla sua caduta, oltre l'iscrizione "La luce di Cristo".
Il castello di Yoros e il villaggio di Anadolu Kavağı costituiscono un'apprezzata escursione giornaliera dal centro di Istanbul. Dal 2018 al 2021 il castello è stato oggetto di scavi, ma ora è di nuovo aperto al pubblico.
I dintorni del castello sono un'area militare e sono preclusi ai visitatori.